# Эдоский договор
Э́доский догово́р (в некоторых публикациях Эдосский; яп. 日露修好通商条約, にちろしゅうこうつうしょうじょうやく) — японско-российский договор, подписанный 7 (19) августа 1858 года Иноуэ Наосукэ и Евфимием Путятиным в городе Эдо. Характеризуется как договор «о торговле и дружбе» или «о торговле и мореплавании». Один из неравноправных договоров Японии с западными державами. Подтверждал Симодский трактат 1855 года и отменил пояснительный и дополнительные трактаты 1857 года. Вступил в силу 1 июля 1859 года.

## Краткие сведения
Согласно договору стороны договорились обменяться постоянными дипломатическими представителями и генеральными консулами; в открытых для русской торговли портах учреждались российские консульства. Кроме открытых ранее портов Хакодате и Нагасаки, японское правительство вместо порта Симода открывало для русских купцов порты Канагава и Хёго и обязывалось открыть с 1860 года ещё один удобный порт на западном берегу острова Хонсю. Российским подданным разрешалось жить в отдельных портах, арендовать землю, покупать, арендовать или строить на этих землях здания; проживать с целью торговли в Эдо (с 1862) и Осаке (с 1863 года).
Торговля между русскими и японцами должна была проводиться свободно, без вмешательства властей обоих государств. Урегулирование конфликтов между подданными сторон возлагалось на российских консулов совместно с представителями местной власти; виновные карались по законам своей страны. Подданным обоих государств на территории другой стороны был предоставлен «режим наибольшего благоприятствования».
Договор был действующим до 1895 года, когда к нему добавились правила торговли русских в Японии и таможенный тариф. 23 декабря 1867 года в Эдо была подписана конвенция, которая отменила почти все ограничения в российско-японской торговле. К ней был добавлен новый тариф. Японские подданные получили право прямой торговли в России.